# Jackie Pereira
Jacqueline Margaret Pereira (Perth, 29 de octubre de 1964) es una exjugadora australiana de hockey sobre césped.

## Trayectoria
Pereira tuvo su debut olímpico en Seúl 1988. En el torneo derrotó en la final a la selección anfitriona y consiguió la primera medalla de oro para su selección. En Atlanta 1996 venció nuevamente en la final a Corea del Sur y consiguió su segundo oro olímpico.